# Christopher Sieber
Christopher Luverne Sieber (Saint Paul, 18 febbraio 1969) è un attore statunitense, attivo in campo teatrale, televisivo e cinematografico.

## Biografia
Sieber ha fatto il suo debutto sulle scene nel 1996, in una produzione dell'Off Broadway nel dramma The Boys in the Band. L'anno successivo ha fatto invece il suo debutto a Broadway, recitando accanto al premio Oscar F. Murray Abraham in Triumph of Love. Nel musical Sieber si fece notare per il suo timbro baritonale e i tempi comici, che gli valsero il ruolo di Gaston nel musical La bella e la bestia a Broadway nel 1998. Apprezzato interprete comico, nel 2002 Sieber tornò a Broadway nel musical Into the Woods, a cui seguì Thoroughly Modern Millie (2003), Chicago (2004) e Spamalot a Broadway (2005) e nel West End londinese (2006). La sua interpretazione del ruolo di Dennis Galahad in Spamalot gli valse una candidatura al Tony Award al miglior attore non protagonista in un musical.
Nel 2008 tornò a Broadway per interpretare Lord Farquaad in Shrek The Musical accanto a Sutton Foster e Brian d'Arcy James, per cui fu candidato al Drama Desk Award, all'Outer Crtics Circle Award e al Tony Award al miglior attore non protagonista in un musical. Nel 2010 sostituì Jeffrey Tambor ne LLa Cage aux Folles a Broadway, un musical in cui tornò a recitare l'anno successivo nella tournée statunitense, ma questa volta nel ruolo di Albin, il personaggio che canta la celebre I Am What I Am. Nel 2013 tornò sulle scene newyorchesi per sostituire Terrence Mann nel musical Pippin, a cui seguì il ruolo en travesti della Signorina Spezzaindue in Matilda the Musical e di nuovo quello di Bill in Chicago. Nel 2018 è ancora una volta a Broadway con la prima di The Prom, a cui seguì un revival di Company con Patti LuPone nel 2020.
Christopher Sieber è omosessuale e sposato con Kevin Burrows dal 2011.

## Filmografia

### Cinema
- Il buongiorno del mattino (Morning Glory), regia di Roger Michell (2010)

### Televisione
- Due gemelle e una tata (Two of a Kind) - serie TV, 22 episodi (1998-1999)
- Sex and the City - serie TV, episodio 3x03 (2000)
- Ed - serie TV, 1 episodio (2000)
- Pushing Daisies - serie TV, 1 episodio (2007)
- The Good Wife - serie TV, episodi 2x13, 7x11 (2011-2016)
- Elementary - serie TV, episodio 1x17 (2013)
- Law & Order - Unità vittime speciali (Law & Order: Special Victims Unit) - serie TV, episodio 17x07 (2015)
- The Good Fight - serie TV, episodio 2x13 (2018)
- Blue Bloods - serie TV, episodio 11x10 (2021)

## Doppiatori italiani
Nelle versioni in italiano delle opere in cui ha recitato, Christopher Sieber è stato doppiato da:
- Francesco Prando in Due gemelle e una tata
- Gianluca Machelli in Blue Bloods